# Куматорі
Кумато́рі (яп. 熊取町, くまとりちょう, МФА: [kumatoɾi t͡ɕoː]?) — містечко в Японії, в повіті Сеннан префектури Осака.  Отримало статус містечка 1951 року. Площа становить 17,23 км². Станом на 1 липня 2012 року населення складало 44 889  осіб, густота населення — 2610 осіб/км².   

## Демографія
Згідно з даними перепису населення Японії, населення Куматорі постійно збільшувалось до 2010 року після чого відбулося незначне скорочення. Станом на 1 жовтня 2020 року населення складало 43 763 особи, з яких чоловіків — 21 310 осіб, жінок — 22 453 особи. Густота населення — 2538 осіб/км².